# Notanthera
Notanthera é um género botânico pertencente à família Loranthaceae.